# فرودگاه صحرایی و پایگاه دفاع ملی جو فاس
فرودگاه صحرایی و پایگاه دفاع ملی جو فاس (به انگلیسی: Joe Foss Field Air National Guard Station) یک فرودگاه است . این فرودگاه در کشور ایالات متحده آمریکا قرار دارد .